# Бель (Жамбылская область)
Бель (каз. рзд.Бел) — разъезд в Кордайском районе Жамбылской области Казахстана. Входит в состав Отарского сельского округа. Код КАТО — 314851300.

## Население
В 1999 году население разъезда составляло 146 человек (64 мужчины и 82 женщины). По данным переписи 2009 года в разъезде проживали 492 человека (248 мужчин и 244 женщины).